# Delucemin
Delucemin (NPS-1506) je lek koji deluje kao NMDA antagonist i inhibitor ponovnog uzimanja serotonina, i ima neuroprotektivna dejstva. Prvobitno je ispitivan za lečenje moždanog udara, a 2004. je proučavan kao potencijalni antidepresiv.

## Poreklo
Osnovna struktura Delucemina bila je zasnovana na argiotoksinu 636, NMDA antagonistu izolovanom iz otrova Araneid Argiope aurantia.

## Osobine
Delucemin je organsko jedinjenje, koje sadrži 16 atoma ugljenika i ima molekulsku masu od 261,310 .
| Osobina                  | Vrednost |
| ------------------------ | -------- |
| Broj akceptora vodonika  | 1        |
| Broj donora vodonika     | 1        |
| Broj rotacionih veza     | 5        |
| Particioni koeficijent ( | 3,8      |
| Rastvorljivost (logS, log(mol/L))       | -5,4     |
| Polarna površina (PSA, Å2)  | 12,0     |

## Literatura
- Hardman JG, Limbird LE, Gilman AG (2001). Goodman & Gilman's The Pharmacological Basis of Therapeutics (10. изд.). New York: McGraw-Hill. ISBN 0071354697. doi:10.1036/0071422803.
- Thomas L. Lemke; David A. Williams, ур. (2007). Foye's Principles of Medicinal Chemistry (6. изд.). Baltimore: Lippincott Willams & Wilkins. ISBN 0781768799.